# Baeoura coloneura
Baeoura coloneura är en tvåvingeart som beskrevs av Alexander 1964. Baeoura coloneura ingår i släktet Baeoura och familjen småharkrankar. Inga underarter finns listade i Catalogue of Life.